# العلاقات السعودية النيبالية
العلاقات السعودية النيبالية يقصد بها العلاقة التي تجمع المملكة العربية السعودية بجمهورية نيبال الديمقراطية الاتحادية.

## تاريخ العلاقات
بدأت العلاقات الدبلوماسية بين نيبال والسعودية في 15 مارس 1977م، وقد بدأ التعاون الاقتصادي بين البلدين عندما إفتتحت نيبال سفارتها في المملكة العربية السعودية عام 1978، حيث ركًّز التعاون الاقتصادي المقدًّم من المملكة العربية السعودية على مشاريع التنمية الزراعية، والمساعدة في حالات الطوارئ، كما قامت المملكة بتقديم مساعدات على شكل قروض لنيبال في شتى مشاريعها والتي من ضمنها مشروع الطاقة الكهرومائي.
تعزًّزت العلاقات بين البلدين بافتتاح سفارة المملكة العربية السعودية لدى نيبال عام 2012، كذلك كانت الزيارات الرئيسية بين البلدين قد ساهمت في تعزيز العلاقات بينهما إلى حدٍ كبير. أهم الزيارات رفيعة المستوى على مستوى القيادات في البلدين هي: زيارة الملك النيبالي الأسبق غيانيندرا بير بيكرام شاه عندما كان أميرًا عام 1983م. زيارة الملك النيبالي السابق بيرندرا بير بيكرام شاه والملكة آيشورايا راي لاكشمي ديوي شاه عام 1983م، زيارة وزير الاتصالات النيبالي الدكتور محمد محسن ووزير الخارجية الدكتور باراكاش شاران ماهات ووزير العمل السيد أوروبا دات بانتا عام 2004م. زيارة ولي العهد النيبالي السابق بارس بير بيكرام شاه عام 2005 للمملكة. زيارة الأمير الوليد بن طلال ولقائه برئيس الجمهورية رام باران ياداف عام 2010م.

## زلزال نيبال
وقع زلزال نيبال في 25 أبريل 2015، وبلغت قوته 7.9 درجة على مقياس ريختر، راح ضحيته 8.620 شخص. قامت الحكومة السعودية بتسيير أسطول إغاثي بلغ عدده ثماني طائرات حملت على متنها أكثر من 190 طنًا من المساعدات الإنسانية المتنوعة منها ثلاثون طن من الأدوية المختلفة المناسبة لعلاج بعض الأمراض التي تظهر نتيجة لدمار البنى التحتية للصرف الصحي من الزلازل. قامت سفارة السعودية في نيبال بإجلاء جميع المواطنين الخليجيين الموجودين وقت حدوث الزلزال المدمر، وعددهم 46 مواطناً، من بينهم 23 سعودياً وخمسة نساء، أما الخليجيين فينتمون إلى دول الإمارات والكويت والبحرين وقطر.